# Discografia degli Everly Brothers
Qui di seguito è presente la discografia del duo statunitense The Everly Brothers. In tutta la loro carriera, Phil e Don Everly hanno pubblicato 21 album in studio, 2 live, 29 compilation e 75 singoli.

## Album

### Studio
| Anno | Album                                       | Casa discografica e codice             | Posizione in classifica | Posizione in classifica | Posizione in classifica | Posizione in classifica |
| Anno | Album                                       | Casa discografica e codice             | US                      | US Country              | CAN                     | UK                      |
| ---- | ------------------------------------------- | -------------------------------------- | ----------------------- | ----------------------- | ----------------------- | ----------------------- |
| 1958 | The Everly Brothers                         | Cadence CLP-3003                       | 16                      |                         |                         |                         |
| 1958 | Songs Our Daddy Taught Us                   | Cadence CLP-3016                       |                         |                         |                         | 2                       |
| 1960 | It's Everly Time                            | Warner Bros. W (Mono)/WS (Stereo) 1381 | 9                       |                         |                         |                         |
| 1960 | A Date with The Everly Brothers             | Warner Bros. W/WS 1395                 | 9                       |                         |                         | 3                       |
| 1961 | Both Sides of an Evening                    | Warner Bros. W/WS 1418                 |                         |                         |                         | 2                       |
| 1962 | Instant Party!                              | Warner Bros. W/WS 1430                 |                         |                         |                         | 20                      |
| 1962 | Christmas with the Everly Brothers          | Warner Bros. W/WS 1483                 |                         |                         |                         |                         |
| 1963 | The Everly Brothers Sing Great Country Hits | Warner Bros. W/WS 1513                 |                         |                         |                         |                         |
| 1964 | Gone, Gone, Gone                            | Warner Bros. W/WS 1585                 |                         |                         |                         |                         |
| 1965 | Rock & Soul                                 | Warner Bros. W/WS 1578                 |                         |                         |                         |                         |
| 1965 | Beat & Soul                                 | Warner Bros. W/WS 1605                 | 141                     |                         |                         |                         |
| 1966 | In Our Image                                | Warner Bros. W/WS 1620                 |                         |                         |                         |                         |
| 1966 | Two Yanks in England                        | Warner Bros. W/WS 1646                 |                         |                         |                         |                         |
| 1967 | The Hit Sound of the Everly Brothers        | Warner Bros. W/WS 1676                 |                         |                         |                         |                         |
| 1967 | The Everly Brothers Sing                    | Warner Bros. W/WS 1708                 |                         |                         |                         |                         |
| 1968 | Roots                                       | Warner Bros. WS 1752                   |                         |                         |                         |                         |
| 1972 | Stories We Could Tell                       | RCA Victor LSP-4620                    | 208                     |                         |                         |                         |
| 1973 | Pass the Chicken & Listen                   | RCA Victor LSP-4781                    |                         |                         |                         |                         |
| 1984 | EB 84                                       | Mercury 822431                         | 44                      | 24                      | 90                      | 36                      |
| 1986 | Born Yesterday                              | Mercury 826142                         | 83                      | 22                      | 82                      |                         |
| 1988 | Some Hearts                                 | Mercury 832520                         |                         |                         |                         |                         |

### Live
| Anno | Album                               | Casa discografica e codice            | US  | UK |
| ---- | ----------------------------------- | ------------------------------------- | --- | -- |
| 1970 | Everly Brothers Show                | Warner Bros. 2WS 1858                 |     |    |
| 1983 | The Everly Brothers Reunion Concert | Passport PB 11001                     | 162 | 47 |
| 1996 | Everly Brothers Live                | BCI MUSIC BCCD 291 ISBN 1-57119-408-8 |     |    |

### Raccolte

#### Inediti
| Anno | Album               | Casa discografica e codice |
| ---- | ------------------- | -------------------------- |
| 1977 | The New Album       | Warner Bros. 56415 (UK)    |
| 2005 | Too Good to Be True | Varese Sarabande 66641     |
| 2005 | Give Me a Future    | Varese Sarabande 66681     |

#### Materiale pubblicato
| Anno | Album                                                                                             | Casa discografica e numero                 | Posizione in classifica | Posizione in classifica | RIAA |
| Anno | Album                                                                                             | Casa discografica e numero                 | US                      | US Country              | RIAA |
| ---- | ------------------------------------------------------------------------------------------------- | ------------------------------------------ | ----------------------- | ----------------------- | ---- |
| 1959 | The Best of The Everly Brothers                                                                   | Cadence CLP-3025                           |                         |                         |      |
| 1960 | The Fabulous Style of The Everly Brothers                                                         | Cadence CLP-3040 (Mono)/CLP-25040 (Stereo) | 23                      |                         |      |
| 1961 | Souvenir Sampler                                                                                  | Warner Bros. PRO 135                       |                         |                         |      |
| 1962 | The Golden Hits of The Everly Brothers                                                            | Warner Bros. W/WS 1471                     | 35                      |                         |      |
| 1962 | Folk Songs of The Everly Brothers                                                                 | Cadence CLP-3059/CLP-25059                 |                         |                         |      |
| 1963 | 15 Everly Hits                                                                                    | Cadence CLP-3062/CLP-25062                 |                         |                         |      |
| 1964 | Very Best of The Everly Brothers Contenente sei hits sotto la Cadence e sei sotto la Warner Bros. | Warner Bros. W/WS 1554                     |                         |                         | Oro  |
| 1969 | Wake up Little Susie                                                                              | Harmony HS 11304                           |                         |                         |      |
| 1970 | Chained to a Memory                                                                               |                                            |                         |                         |      |
| 1970 | Original Greatest Hits (2-LP)                                                                     | Barnaby BGP-350                            | 180                     | 44                      |      |
| 1972 | Living Legends                                                                                    |                                            |                         |                         |      |
| 1973 | Don't Worry Baby                                                                                  |                                            |                         |                         |      |
| 1973 | The History Of The Everly Brothers (due LP)                                                       | Barnaby 2BRS-15008                         |                         |                         |      |
| 1974 | The Everly Brothers' Greatest Hits (due LP) Reissue of 2BRS-15008                                 | Barnaby 2BR-6006                           |                         |                         |      |
| 1974 | Wake Up Again (2-LPs)                                                                             |                                            |                         |                         |      |
| 1975 | Everlys                                                                                           |                                            |                         |                         |      |
| 1977 | Greatest Hits Vol. I                                                                              | Barnaby BR-4004                            |                         |                         |      |
| 1977 | Greatest Hits Vol. II Precedentemente due album separati poi riuniti nella compilation 2BR-6006   | Barnaby BR-4005                            |                         |                         |      |
| 1977 | Greatest Hits Vol. III Contenente solo hits sotto la Cadence                                      | Barnaby BR-4006                            |                         |                         |      |
| 1981 | The Everly Brothers                                                                               |                                            |                         |                         |      |
| 1984 | Everly Brothers 24 Original Classics                                                              |                                            |                         |                         |      |
| 1985 | Home Again                                                                                        |                                            |                         |                         |      |
| 1985 | All They Had to Do Was Dream                                                                      |                                            |                         |                         |      |
| 1988 | The Everly Brothers                                                                               |                                            |                         |                         |      |
| 1993 | Walk Right Back on Warner Bros. 1960-1969                                                         |                                            |                         |                         |      |
| 1994 | Heartaches and Harmonies (box set)                                                                |                                            |                         |                         |      |
| 1994 | Whistle Down The Wind (artisti vari, il pezzo Cold non è sempre incluso)                          |                                            |                         |                         |      |
| 2003 | Stories We Could Tell: The RCA Years                                                              |                                            |                         |                         |      |
| 2012 | Country: The Everly Brothers                                                                      | Sony 197597                                |                         | 59                      |      |

## Singoli
- 1956: Keep A-Lovin' Me/The Sun Keeps Shining (Columbia, 21496)
- 1957: Bye Bye Love/I Wonder If I Care as Much (Cadence, 1315)
- 1957: Wake Up Little Susie/Maybe Tomorrow (Cadence, 1337)
- 1957: This Little Girl of Mine/Should We Tell Him (Cadence, 1342)
- 1958: All I Have to Do Is Dream/Claudette (Cadence, 1348)
- 1958: Bird Dog /Devoted to You (Cadence, 1350)
- 1958: Problems/Love of My Life (Cadence, 1355)

| Anno | Singolo                                                                                                  | Casa discografica e codice | Posizione in Classifica | Posizione in Classifica | Posizione in Classifica | Posizione in Classifica | Posizione in Classifica | Posizione in Classifica | Posizione in Classifica | Posizione in Classifica | Posizione in Classifica | RIAA |
| Anno | Singolo                                                                                                  | Casa discografica e codice | US Country              | US                      | US AC                   | US R&B                  | AUS                     | CAN Country             | CAN                     | CAN AC                  | UK                      | RIAA |
| --- | --- | -------------------------- | ----------------------- | ----------------------- | ----------------------- | ----------------------- | ----------------------- | ----------------------- | ----------------------- | ----------------------- | ----------------------- | ---- |
| 1959 | Rip It Up                                                                                                |                            | —                       | —                       | —                       | —                       | 57                      | —                       | —                       | —                       | —                       | —    |
| 1959 | Take a Message to Mary /                                                                                 | Cadence 1364               | —                       | 16                      | —                       | —                       | 2                       | —                       | 8                       | —                       | 20                      | —    |
| 1959 | Poor Jenny                                                                                               | Cadence 1364               | —                       | 22                      | —                       | —                       | 22                      | —                       | 8                       | —                       | 14                      | —    |
| 1959 | (Till) I Kissed You B-side: Oh What a Feeling                                                            | Cadence 1369               | 8                       | 4                       | —                       | 22                      | 2                       | —                       | 3                       | —                       | 2                       | —    |
| 1960 | Let It Be Me /                                                                                           | Cadence 1376               | —                       | 7                       | —                       | —                       | 24                      | —                       | 8                       | —                       | 13                      | —    |
| 1960 | Since You Broke My Heart                                                                                 | Cadence 1376               | —                       | —                       | —                       | —                       | —                       | —                       | —                       | —                       | —                       | —    |
| 1960 | Cathy's Clown /                                                                                          | Warner Bros. 5151          | —                       | 1                       | —                       | 1                       | 3                       | —                       | 2                       | —                       | 1                       | Oro  |
| 1960 | Always It's You                                                                                          | Warner Bros. 5151          | —                       | 56                      | —                       | —                       | —                       | —                       | —                       | —                       | —                       | —    |
| 1960 | When Will I Be Loved /                                                                                   | Cadence 1380               | —                       | 8                       | —                       | —                       | 3                       | —                       | 16                      | —                       | 4                       | —    |
| 1960 | Be-Bop-A-Lula                                                                                            | Cadence 1380               | —                       | 74                      | —                       | —                       | —                       | —                       | —                       | —                       | —                       | —    |
| 1960 | So Sad /                                                                                                 | Warner Bros. 5163          | —                       | 7                       | —                       | 16                      | 19                      | —                       | 18                      | —                       | 4                       | —    |
| 1960 | Lucille                                                                                                  | Warner Bros. 5163          | —                       | 21                      | —                       | —                       | 19                      | —                       | 18                      | —                       | 4                       | —    |
| 1960 | Like Strangers /                                                                                         | Cadence 1388               | —                       | 22                      | —                       | —                       | 39                      | —                       | 32                      | —                       | 11                      | —    |
| 1960 | Brand New Heartache                                                                                      | Cadence 1388               | —                       | 109                     | —                       | —                       | —                       | —                       | 32                      | —                       | —                       | —    |
| 1961 | Walk Right Back /                                                                                        | Warner Bros. 5199          | —                       | 7                       | —                       | —                       | 8                       | —                       | 3                       | —                       | 1                       | —    |
| 1961 | Ebony Eyes                                                                                               | Warner Bros. 5199          | 25                      | 8                       | —                       | 25                      | 8                       | —                       | 3                       | —                       | 1                       | —    |
| 1961 | Temptation /                                                                                             | Warner Bros. 5220          | —                       | 27                      | —                       | —                       | 4                       | —                       | 12                      | —                       | 1                       | —    |
| 1961 | Stick with Me, Baby                                                                                      | Warner Bros. 5220          | —                       | 41                      | —                       | —                       | —                       | —                       | 12                      | —                       | —                       | —    |
| 1961 | Don't Blame Me/                                                                                          | Warner Bros. 5501          | —                       | 20                      | —                       | —                       | 26                      | —                       | —                       | —                       | 20                      | —    |
| 1961 | Muskrat Separato in due parti sulla serie di EP +2, accoppiato con estratti da Walk Right Back e Lucille | Warner Bros. 5501          | —                       | 82                      | —                       | —                       | 26                      | —                       | —                       | —                       | 20                      | —    |
| 1962 | Crying in the Rain B-side: I'm Not Angry                                                                 | Warner Bros. 5250          | —                       | 6                       | —                       | —                       | 7                       | —                       | 25                      | —                       | 6                       | —    |
| 1962 | That's Old Fashioned /                                                                                   | Warner Bros. 5273          | —                       | 9                       | 4                       | —                       | 8                       | —                       | 18                      | —                       | —                       | —    |
| 1962 | How Can I Meet Her                                                                                       | Warner Bros. 5273          | —                       | 75                      | —                       | —                       | 8                       | —                       | 18                      | —                       | 12                      | —    |
| 1962 | I'm Here to Get My Baby Out of Jail B-side: Lightning Express                                            | Cadence 1429               | —                       | 76                      | —                       | —                       | 94                      | —                       | —                       | —                       | —                       | —    |
| 1962 | Don't Ask Me to Be Friends /                                                                             | Warner Bros. 5297          | —                       | 48                      | 16                      | —                       | 59                      | —                       | —                       | —                       | —                       | —    |
| 1962 | No One Can Make My Sunshine Smile                                                                        | Warner Bros. 5297          | —                       | 117                     | —                       | —                       | 59                      | —                       | —                       | —                       | 11                      | —    |
| 1963 | Nancy's Minuet /                                                                                         | Warner Bros. 5346          | —                       | 107                     | —                       | —                       | —                       | —                       | —                       | —                       | —                       | —    |
| 1963 | (So It Was, So It Is) So It Always Will Be                                                               | Warner Bros. 5346          | —                       | 116                     | —                       | —                       | —                       | —                       | —                       | —                       | 23                      | —    |
| 1963 | It's Been Nice (Goodnight) B-side: I'm Afraid                                                            | Warner Bros. 5362          | —                       | 101                     | —                       | —                       | 98                      | —                       | —                       | —                       | 26                      | —    |
| 1963 | The Girl Sang the Blues /                                                                                | Warner Bros. 5389          | —                       | —                       | —                       | —                       | 39                      | —                       | —                       | —                       | 25                      | —    |
| 1963 | Love Her                                                                                                 | Warner Bros. 5389          | —                       | 117                     | —                       | —                       | —                       | —                       | —                       | —                       | —                       | —    |
| 1964 | Ain't That Lovin' You, Baby B-side: Hello Amy                                                            | Warner Bros. 5422          | —                       | 133                     | —                       | —                       | —                       | —                       | —                       | —                       | —                       | —    |
| 1964 | The Ferris Wheel B-side: Don't Forget to Cry                                                             | Warner Bros. 5441          | —                       | 72                      | —                       | —                       | —                       | —                       | —                       | —                       | 22                      | —    |
| 1964 | You're the One I Love B-side: Ring Around My Rosie                                                       | Warner Bros. 5466          | —                       | —                       | —                       | —                       | —                       | —                       | —                       | —                       | —                       | —    |
| 1964 | Gone, Gone, Gone B-side: Torture                                                                         | Warner Bros. 5478          | —                       | 31                      | —                       | —                       | 30                      | —                       | 19                      | —                       | 36                      | —    |
| 1965 | You're My Girl B-side: Don't Let the Whole World Know                                                    | Warner Bros. 5600          | —                       | 110                     | —                       | —                       | —                       | —                       | —                       | —                       | —                       | —    |
| 1965 | That'll Be the Day B-side: Give Me a Sweetheart                                                          | Warner Bros. 5611          | —                       | 111                     | —                       | —                       | —                       | —                       | 45                      | —                       | 30                      | —    |
| 1965 | The Price of Love B-side: It Only Costs a Dime                                                           | Warner Bros. 5628          | —                       | 104                     | —                       | —                       | —                       | —                       | —                       | —                       | 2                       | —    |
| 1965 | I'll Never Get Over You B-side: Follow Me                                                                | Warner Bros. 5639          | —                       | —                       | —                       | —                       | —                       | —                       | —                       | —                       | 35                      | —    |
| 1965 | Love Is Strange B-side: Man with Money                                                                   | Warner Bros. 5649          | —                       | 128                     | —                       | —                       | —                       | —                       | —                       | —                       | 11                      | —    |
| 1965 | It's All Over B-side: I Used to Love Her                                                                 | Warner Bros. 5682          | —                       | —                       | —                       | —                       | —                       | —                       | —                       | —                       | —                       | —    |
| 1966 | The Dollhouse Is Empty B-side: Lovey Kravezit                                                            | Warner Bros. 5689          | —                       | —                       | —                       | —                       | —                       | —                       | —                       | —                       | —                       | —    |
| 1966 | (You Got) The Power of Love B-side: Leave My Girl Alone                                                  | Warner Bros. 5808          | —                       | —                       | —                       | —                       | —                       | —                       | —                       | —                       | —                       | —    |
| 1966 | Somebody Help Me B-side: Hard Hard Year                                                                  | Warner Bros. 5833          | —                       | —                       | —                       | —                       | —                       | —                       | —                       | —                       | —                       | —    |
| 1967 | ifi the Flea B-side: Like Everytime Before                                                               | Warner Bros. 5857          | —                       | —                       | —                       | —                       | —                       | —                       | —                       | —                       | —                       | —    |
| 1967 | The Devil's Child B-side: She Never Smiles Anymore                                                       | Warner Bros. 5901          | —                       | —                       | —                       | —                       | —                       | —                       | —                       | —                       | —                       | —    |
| 1967 | Bowling Green B-side: I Don't Want to Love You                                                           | Warner Bros. 7020          | —                       | 40                      | —                       | —                       | —                       | —                       | 1                       | —                       | —                       | —    |
| 1967 | Mary Jane B-side: Talking to the Flowers                                                                 | Warner Bros. 7062          | —                       | —                       | —                       | —                       | —                       | —                       | —                       | —                       | —                       | —    |
| 1967 | Love of the Common People B-side: A Voice Within                                                         | Warner Bros. 7088          | —                       | 114                     | —                       | —                       | 70                      | —                       | 4                       | —                       | —                       | —    |
| 1968 | It's My Time B-side: Empty Boxes                                                                         | Warner Bros. 7192          | —                       | 112                     | —                       | —                       | —                       | —                       | 28                      | —                       | 39                      | —    |
| 1968 | Milk Train B-side: Lord of the Manor                                                                     | Warner Bros. 7226          | —                       | —                       | —                       | —                       | 98                      | —                       | —                       | —                       | —                       | —    |
| 1969 | T for Texas B-side: I Wonder If I Care as Much                                                           | Warner Bros. 7262          | —                       | —                       | —                       | —                       | —                       | —                       | —                       | —                       | —                       | —    |
| 1969 | I'm On My Way Home Again B-side: Cuckoo Bird                                                             | Warner Bros. 7290          | —                       | —                       | —                       | —                       | —                       | —                       | —                       | —                       | —                       | —    |
| 1969 | Carolina in My Mind B-side: My Little Yellow Bird                                                        | Warner Bros. 7326          | —                       | —                       | —                       | —                       | —                       | —                       | —                       | —                       | —                       | —    |
| 1970 | Yves B-side: Human Race                                                                                  | Warner Bros. 7425          | —                       | —                       | —                       | —                       | —                       | —                       | —                       | —                       | —                       | —    |
| 1972 | Ridin' High B-side: Stories We Could Tell                                                                | RCA Victor 0717            | —                       | —                       | —                       | —                       | —                       | —                       | —                       | —                       | —                       | —    |
| 1973 | Lay It Down B-side: Paradise                                                                             | RCA Victor 0849            | —                       | —                       | —                       | —                       | —                       | —                       | —                       | —                       | —                       | —    |
| 1973 | Not Fade Away B-side: Ladies Love Outlaws                                                                | RCA Victor 0901            | —                       | —                       | —                       | —                       | —                       | —                       | —                       | —                       | —                       | —    |
| 1984 | On the Wings of a Nightingale B-side: Asleep                                                             | Mercury 880213             | 49                      | 50                      | 9                       | —                       | 78                      | 39                      | —                       | 10                      | 41                      | —    |
| 1985 | The First in Line B-side: Story of Me                                                                    | Mercury 880423             | 44                      | —                       | —                       | —                       | —                       | —                       | —                       | —                       | —                       | —    |
| 1986 | Born Yesterday B-side: Don't Say Goodnight                                                               | Mercury 884428             | 17                      | —                       | 17                      | —                       | —                       | 7                       | —                       | 12                      | —                       | —    |
| 1986 | I Know Love /                                                                                            | Mercury 884694             | 56                      | —                       | —                       | —                       | —                       | —                       | —                       | —                       | —                       | —    |
| 1986 | These Shoes                                                                                              | Mercury 884694             | 57                      | —                       | —                       | —                       | —                       | —                       | —                       | —                       | —                       | —    |
| 1988 | Don't Worry Baby B-side: Tequila Dreams di Dave Grusin                                                   | Capitol 44297              | —                       | —                       | —                       | —                       | 86                      | —                       | —                       | —                       | —                       | —    |
| "—" denotano i singoli che non sono entrati in classifica, che non sono stati pubblicati o che non sono stati certificati | |                            |                         |                         |                         |                         |                         |                         |                         |                         |                         |      |

### I singoli ospiti
| Anno | Singolo                   | Artista                         | US Country |
| ---- | ------------------------- | ------------------------------- | ---------- |
| 1989 | Ballad of a Teenage Queen | Johnny Cash (with Rosanne Cash) | 45         |

### Don Everly
| Anno                                                                                    | Singolo                            | Posizione in classifica | Posizione in classifica |
| Anno                                                                                    | Singolo                            | US Country              | US                      |
| --------------------------------------------------------------------------------------- | ---------------------------------- | ----------------------- | ----------------------- |
| 1970                                                                                    | Tumblin' Tumbleweeds               | —                       | —                       |
| 1974                                                                                    | Warmin' Up the Band                | —                       | 110                     |
| 1976                                                                                    | Yesterday Just Passed My Way Again | 50                      | —                       |
| 1977                                                                                    | Love at Last Sight                 | —                       | —                       |
| 1977                                                                                    | Since You Broke My Heart           | 84                      | —                       |
| 1977                                                                                    | Brother Jukebox                    | 96                      | —                       |
| 1981                                                                                    | Let's Put Our Hearts Together      | —                       | —                       |
| "—" denota i singoli che non sono entrati in classifica o che non sono stati pubblicati |                                    |                         |                         |

### Phil Everly
| Anno                                                                                    | Singolo                                              | Posizione in classifica | Posizione in classifica | Posizione in classifica | Posizione in classifica | Posizione in classifica |
| Anno                                                                                    | Singolo                                              | US Country              | US AC                   | CAN Country             | AUS                     | UK                      |
| --------------------------------------------------------------------------------------- | ---------------------------------------------------- | ----------------------- | ----------------------- | ----------------------- | ----------------------- | ----------------------- |
| 1973                                                                                    | God Bless Older Ladies (For They Made Rock and Roll) | —                       | —                       | —                       | —                       | —                       |
| 1973                                                                                    | The Air That I Breathe                               | —                       | —                       | —                       | —                       | —                       |
| 1974                                                                                    | Old Kentucky River                                   | —                       | —                       | —                       | —                       | —                       |
| 1975                                                                                    | New Old Song                                         | —                       | —                       | —                       | —                       | —                       |
| 1975                                                                                    | Words in Your Eyes                                   | —                       | —                       | —                       | —                       | —                       |
| 1979                                                                                    | Living Alone                                         | —                       | —                       | —                       | —                       | —                       |
| 1979                                                                                    | You Broke It                                         | —                       | —                       | —                       | —                       | —                       |
| 1980                                                                                    | Dare to Dream Again                                  | 63                      | 9                       | —                       | —                       | —                       |
| 1981                                                                                    | Sweet Southern Love                                  | 52                      | 42                      | —                       | —                       | —                       |
| 1982                                                                                    | Louise                                               | —                       | —                       | —                       | —                       | 52                      |
| 1982                                                                                    | Who's Gonna Keep Me Warm                             | 37                      | —                       | 40                      | —                       | —                       |
| 1982                                                                                    | The Means Nothing to Me (con Cliff Richard)          | —                       | —                       | —                       | 17                      | 9                       |
| 1982                                                                                    | Sweet Pretender                                      | —                       | —                       | —                       | —                       | 79                      |
| 1994                                                                                    | All I Have to Do Is Dream (con Cliff Richard)        | —                       | —                       | —                       | 93                      | 14                      |
| "—" denota i singoli che non sono entrati in classifica o che non sono stati pubblicati |                                                      |                         |                         |                         |                         |                         |